# Gallinago hardwickii
Gallinago hardwickii е вид птица от семейство Бекасови (Scolopacidae).

## Разпространение
Видът е разпространен в Австралия, Индонезия, Китай, Папуа Нова Гвинея, Русия и Япония.